# Francia alapmártások
A francia alapmártások (grandes sauces) vagy anyamártások (sauces mères) a francia gasztronómia alappillérei. Olyan mártások, amelyekre számos más mártás – kis mártások vagy „leánymártások” (petites sauces) – épül. A mártásokat Marie-Antoine Carême kezdte rendszerezni a 19. században, majd Auguste Escoffier tökéletesítette a mai ismert formára.

## Története
A 19. század elején Marie-Antoine Carême, akit gyakran a „királyok séfjeként” emlegetnek, rendszerezte először a francia mártásokat. Ő négy „grandes sauces”-t, azaz nagy mártást határozott meg: besamel, velouté, spanyol mártás (espagnole) és allemande. Carême munkássága során számos kisebb, úgynevezett "petites sauces"-t is leírt, amelyek ezekből az alapmártásokból származtathatók. Ezzel megteremtette a mártások családfáját, amelyben az alapmártásokból különféle ízesítésekkel és technikákkal újabb szószokat lehetett készíteni.
A 20. század elején Auguste Escoffier fejlesztette tovább Carême rendszerét. Escoffier a Le Guide Culinaire című művében öt anyamártást határozott meg: besamel, velouté, espagnole, (paradicsommártás (sauce tomate) és hollandi mártás (sauce hollandaise). Escoffier az allemande mártást a velouté származékának tekintette, és így az már nem szerepelt az alapmártások között. Ezzel a módosítással létrejött az az öt alapmártásból álló rendszer, amelyet ma is tanítanak a kulináris iskolákban világszerte.

## Alapmártások
- besamel (béchamel) tejjel felöntött világos vajas rántásból készül.
- hollandi mártás (sauce hollandaise) tojássárgájából, olvasztott vajból és kevés citromléből készült emulzió.
- velouté mártás (sauce velouté): Világos színű mártás, amely tiszta húsleves (nem pörkölt csontokból készült) redukciójával készül, és világos rántással sűrítik. A velouté franciául "bársonyos".
- spanyol mártás (espagnole) vagy barna mártás, amely barna alaplé redukción alapul és barna rántással sűrítenek. A hozzávalók jellemzően sült csontok, szalonna és paradicsom (pürésített vagy friss).
- paradicsommártás (Tomate vagy Tomat): Lassú tűzön forralt mártás, melyben a paradicsom mellett a hozzávalók általában sárgarépa, hagyma, fokhagyma, vaj és liszt, valamint sertéshasa és borjúhúsleves.

## Származtatott mártások
- mornay mártás: a besamel mártáshoz sajtot adnak
- suprême: velouté mártásból készül tejszín és gomba hozzáadásával
- bordelaise: espagnole mártásból készül vörösborral
- provençale: a paradicsommártást fűszernövényekkel ízesítik
- béarni (béarnaise): a hollandi mártást tárkonnyal ízesítik